# ديليو روسي
ديليو روسي (بالإيطالية: Delio Rossi)‏ مدرب كرة قدم إيطالي من مواليد ( 26 يناير 1960 ) في مدينة ريميني الإيطالية وهو حالياً يدرب نادي فيورنتينا .
بدأ مشواره التدريبي في إيطاليا عام 1990 مع أندية متواضعة بالدرجة الثالثة و الثانية . وفي سنة 2002 وقع مع ليتشي ليدرب فريقها الأول الذي يلعب حينها في الدرجة الثانية و في أول موسم له معهم صعد ليتشي إلى الدرجة الأولى . وفي موسم 2004-2005 انتقل إلى أتالانتا وبقي معهم موسم واحد . وقبل بداية موسم 2005-2006 وقع مع لاتسيو حتى عام 2009 لينتقل إلى باليرمو وإقالته قبل نهاية موسم 2010-2011 . وفي موسم 2011-2012 بعد الجولة الحادية عشر من الدوري الإيطالي تم تعيينه مدرباً لفيورنتينا خلفاً للصربي ميهايلوفيتش وتمت اقالته من تدريب نادي فيونتينا عقب مشاجرة نشبت بينه وبين لاعب فيورنتينا آدم لياليتش .

## روابط خارجية
- ديليو روسي على موقع قاعدة بيانات كرة القدم.إي يو (الإنجليزية)
- ديليو روسي على موقع عالم كرة القدم.نت (الإنجليزية)
- ديليو روسي على موقع كووورة